# Franz Hofstötter

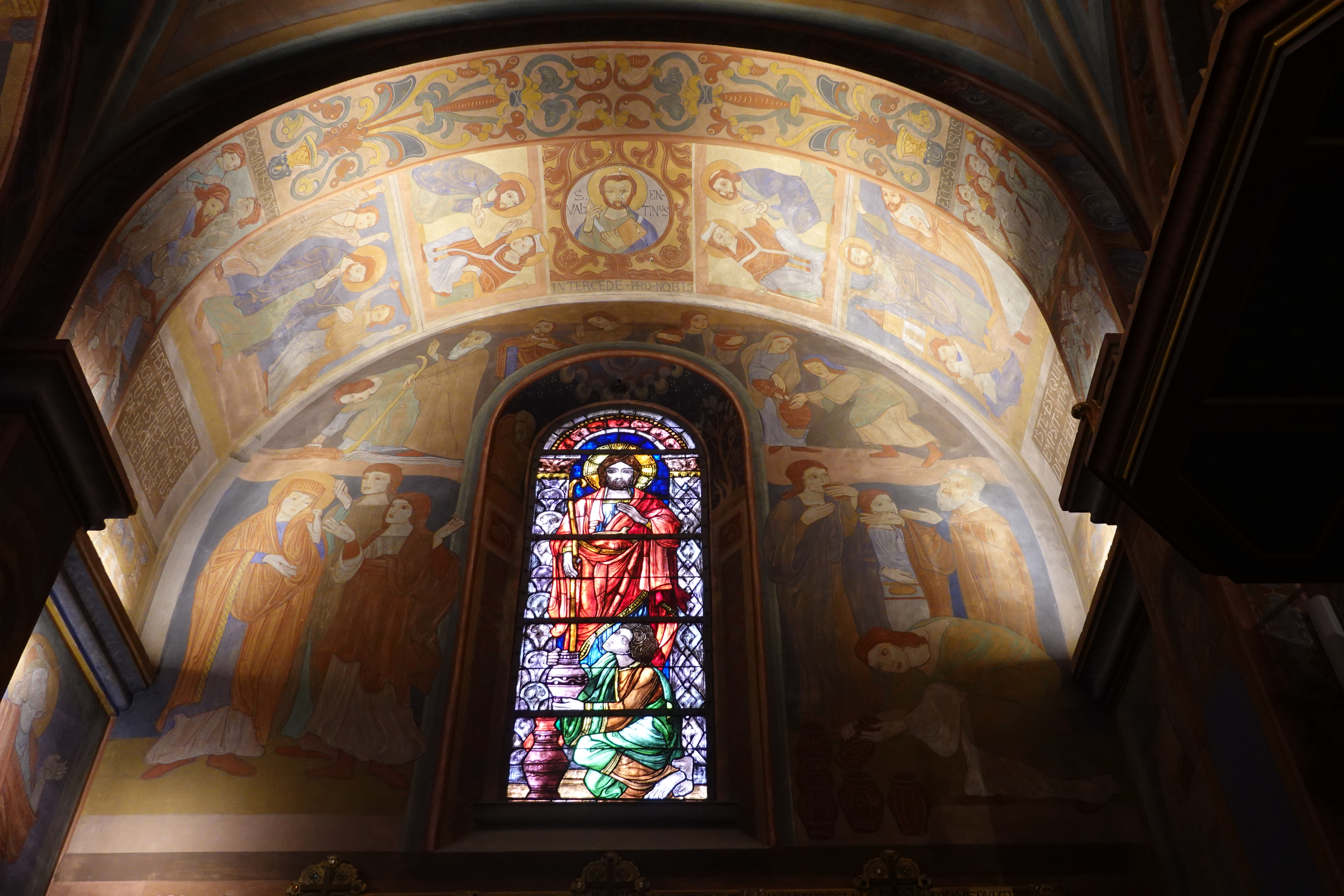
Der von Franz Hofstötter ausgemalte Innenraum der Pfarrkirche Herz Jesu in Ludwigsthal.

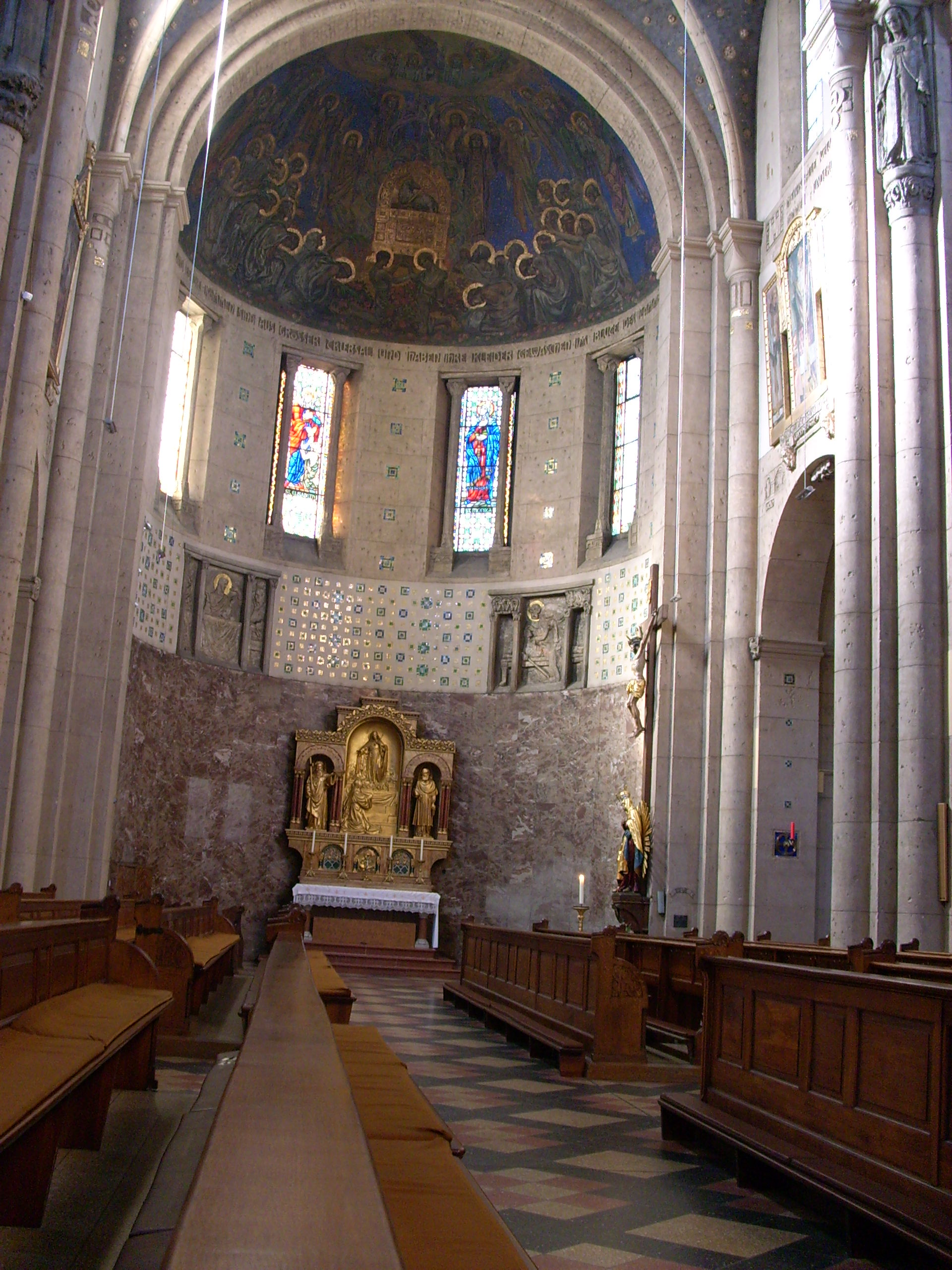
Blick zum Seitenaltar im westlichen Querhaus in St. Josef (Weiden in der Oberpfalz)

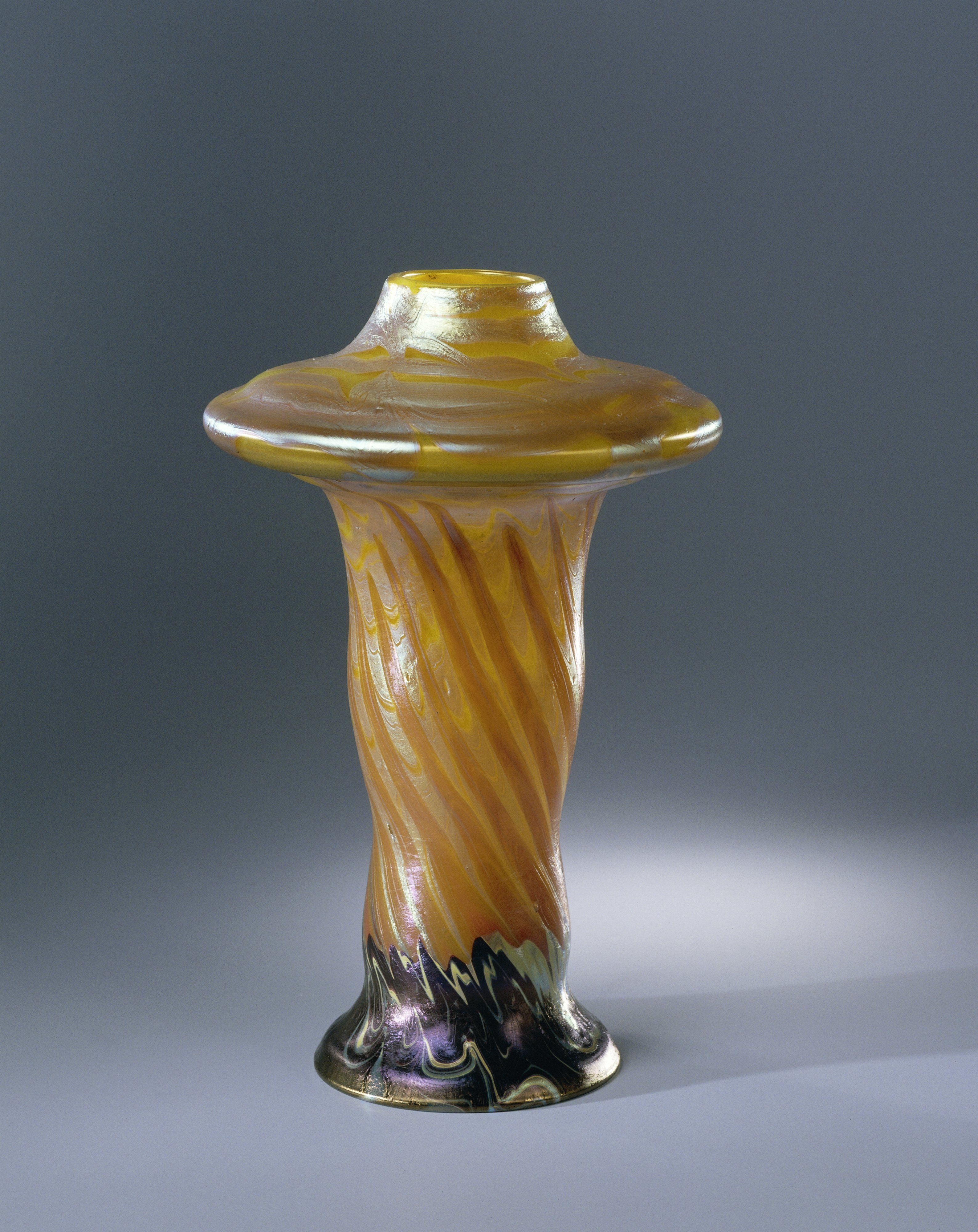
Vase nach einem Entwurf von Franz Hofstötter, um 1900, auf dem Boden befindet sich die Gravur Loetz Austria.

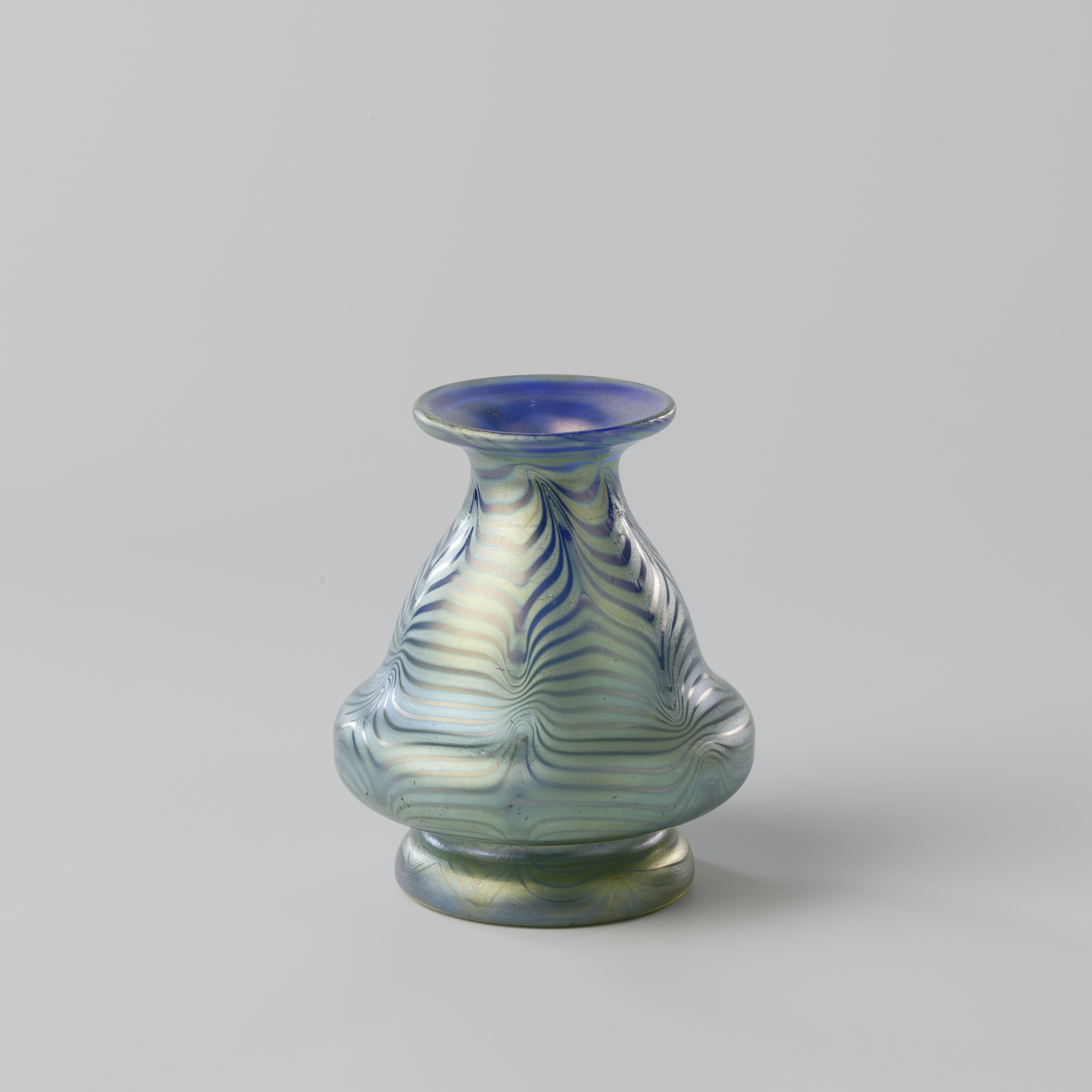
Vase mit grünem und silberfarbenem Ornament, silbrig irisierend auf blauem Grund, nach einem Entwurf von Franz Hofstötter hergestellt von Loetz Austria

Franz Josef Hofstötter (* 1. September 1871 in München; † 22. Dezember 1958 in Bachern am Wörthsee) war ein deutscher Maler und Glasdesigner. Als Künstler beschäftigte er sich mit der Innenausstattung von Kirchen und Profanbauten sowie mit dem Entwurf von Gläsern.

## Leben und Werk
Nach der Grundschule besuchte Hofstötter eine Realschule in München und studierte danach von 1887 bis 1893 an verschiedenen Privatschulen in München, an der 1868 gegründeten Kunstgewerbeschule sowie an der Akademie der bildenden Künste München, wo er Malerei, Bildhauerei und Architektur belegte. Nach seinem Abschluss begab er sich drei Jahre lang auf Bildungsreisen durch Europa, bevor er 1896 mit der Gestaltung der Landesausstellung in Nürnberg beauftragt wurde. Außerdem war er als Mitarbeiter von Ferdinand Wagner an der Gestaltung eines Waldgemäldes im Passauer Rathaus beteiligt.

### Innenausstattung beim Kirchenbau
Von 1896 bis 1901 gestaltete Hofstötter die komplette Ausmalung der Pfarrkirche Herz Jesu in Ludwigsthal, die 1893 bis 1894 von dem Architekten Johann Baptist Schott erbaut worden war. Das Bildprogramm, das jeden Winkel des Innenraums erfüllt, ist Hofstötters umfangreichstes Werk und heute noch in seiner ursprünglichen Form weitgehend erhalten. Hofstötter hatte ein Angebot zur Gesamtausstattung des Innenraums vorgelegt, das neben den Altargemälden auch die Wand- und Deckenmalereien sowie die bildhauerischen Arbeiten zur Ausstattung der Kirche umfasste. Zur Durchführung zog er seinen aus der Schweiz stammenden Kollegen Eugen Hasenfratz, den er an der Kunstakademie in München kennengelernt hatte, hinzu. Bei den skulpturalen Arbeiten wurde Franz Kruis, Bildhauer und Holzschnitzer aus Passau, tätig.
1901 kam Hofstötter nach Weiden in der Oberpfalz, um die Hauptapsis der zwischen 1899 und 1900 ebenfalls von Johann Baptist Schott errichteten neuen Pfarrkirche St. Josef auszumalen. 1902 bis 1903 gestaltete er den Innenraum der Pfarrkirche St. Vitus in Weichering bei Ingolstadt. Im Jahr 1904 malte Hofstötter das Altarbild für die ebenfalls St. Vitus gewidmete Kirche in Au in der Hallertau, das den Heiligen zusammen mit seinen Eltern auf einer Wolke über der Hallertau schwebend zeigt. 1905 kehrte Hofstötter wieder nach Weiden zurück, wo er sich bis 1912 mit der Ausgestaltung der gesamten Kirche St. Josef mit Wandgemälden, Tafelbildern, Plastiken, Mosaiken und Glasfenstern beschäftigte.
In den Jahren 1904 bis 1916 widmete sich Hofstötter der Ausgestaltung der Seitenschiffe der Pfarrkirche St. Maximilian in München, die 1895 bis 1901 nach den Plänen von Heinrich von Schmidt errichtet worden war. Seine Ausstattung der Kirche mit Gemälden, Plastiken, Mosaiken, Glasfenstern, der Kanzel und Kreuzwegbildern fiel den Zerstörungen des Zweiten Weltkriegs zum Opfer und ist bis auf Entwürfe für die Glasfenster und für eine Kreuzwegtafel nicht mehr erhalten.

### Gläser für die Glasmanufaktur Lötz
Schon während der Arbeiten an der Pfarrkirche Herz Jesu in Ludwigsthal, wo es eine große Glasfabrik gab, kam Hofstötter in Berührung mit den Möglichkeiten der Glasgestaltung. Im Auftrag der böhmischen Glashütte Joh. Loetz Witwe in Klostermühle, Böhmen, die sich an der Weltausstellung in Paris 1900 beteiligen wollte, fertigte er ab 1896 eine größere Anzahl von Entwürfen für Gläser und Mosaikbilder aus farbigem Glasfluss.
Formen und Farbgebung der Gläser waren innovativ. Die Beteiligung der Glasmanufaktur Lötz an der Weltausstellung des Jahres 1900 wurde ein voller Erfolg und die Glashütte gewann einen Grand Prix. Auch Franz Hofstötter selbst wurde mit einer Silbermedaille für Kunstgläser und einer Goldmedaille für mehrere Frauenporträts aus verschiedenfarbigen Glasflüssen in irisierendem Phänomen-Dekor ausgezeichnet.